# Doc – Nova prilika
Doc – Nova prilika na AXN-u ili Doktor na kanalu Doma TV (tal. Doc - Nelle tue mani) je talijanska televizijska serija koja se emitira na programu Rai 1 talijanske nacionale televizije RAI. Serija se počela emitirati 26. ožujka 2020., a 8. listopada iste godine obnovljena je za 2. sezonu koja će biti objavljena 2022. godine. Na kraju posljednje epizode druge sezone, 17. ožujka 2022., najavljena je obnova za treću sezonu, a prikazivanje iste je zakazano za 11. siječnja 2024
Serija je inspirirana pričom dr. Pierdante Piccionia, talijanskog liječnika, pisca i akademika poznatog kao "Dottor Amnesia" (hrv. Doktor Amnezija).
U Hrvatskoj serija se prikazuje na kabelskom kanalu AXN od 1. travnja 2021., i na kanalu Doma TV od 13. studenoga 2023.

## Radnja
Dr. Andrea Fanti jedan je od najbriljantnijih doktora koji je ikada postojao, gubi sjećanje na posljednjih dvanaest godina njegova života zbog traumatske ozljede mozge i po prvi put se nalazi kao običan pacijent. Bez sjećanja, čovjek uranja u nepoznati svijet u kojem su njegovi voljeni odjednom postali stranci, a bolnica je jedino mjesto gdje se stvarno osjeća kao kod kuće.

## Pregled serije
U Hrvatskoj serija se prikazuje na kabelskom kanalu AXN od 1. travnja 2021., dok od 23. studenoga 2022. krenula je druga sezona. Od studenoga serija se prikazuje na kanalu Doma TV od 13. studenoga 2023. godine, pod naslovom serije "Doktor".
| Sezona | Epizoda | Talijanska premijera                 | Hrvatska premijera                     | Hrvatska premijera                |
| Sezona | Epizoda | Rai 1                                | AXN                                    | Doma TV                           |
| ------ | ------- | ------------------------------------ | -------------------------------------- | --------------------------------- |
| 1.     | 16      | 26. ožujka – 19. studenoga 2020.     | 1. travnja – 15. srpnja 2021.          | 13. studenoga – 4. prosinca 2023. |
| 2.     | 16      | 13. siječnja – 17. ožujka 2022.      | 23. studenoga 2022. – 1. veljače 2023. | 5. prosinca – 26. prosinca 2023.  |
| 3      | 16      | 11. siječnja 2024. – 7. ožujka 2024. | Još nije najavljeno                    | Još nije najavljeno               |

## Glumačka postava
- Luca Argentero kao Andrea Fanti: protagonist serije. Radi u Poliklinici Ambrosiano u Milanu i voditelj je odjela interne medicine.
- Matilde Gioli kao Giulia Giordano: liječnica na odjelu interne medicine, Andreova kolegica i njegova asistentica dok je on bio primarijus.
- Gianmarco Saurino kao Lorenzo Lazzarini: stručni liječnik interne medicine, Andreov kolega.
- Sara Lazzaro kao Agnese Tiberi: direktorica poliklinike i Andreova bivša supruga.
- Simona Tabasco kao Elisa Russo: specijalistica interne medicine.
- Raffaele Esposito kao Marco Sardoni: stručnjak je za internu medicinu, Andreov kolega i prijatelj.
- Pierpaolo Spollon kao Riccardo Bonvegna: mladi specijalist interne medicine.
- Alberto Boubakar Malanchino kao Gabriel Kidane: specijalist interne medicine.
- Silvia Mazzieri kao Alba Patrizi: mlada specijalistica interne medicine.
- Beatrice Grannò kao Carolina Fanti: dvadesetogodišnja kći Andree i Agnese, studira medicinu.
- Elisa Di Eusanio kao Teresa Maraldi: šefica odjela interne medicine, Andreova prijateljica.
- Luca Avagliano kao Renato: medicinski brat zavoda za internu medicinu.
- Giovanni Scifoni kao Enrico Sandri: ravnatelj psihijatrijskog odjela poliklinike, Andreov kolega i najbolji prijatelj.
- Pia Lanciotti kao Fabrizia Martelli: primarijus polikliničke kirurgije i majka Albe.
- Simone Gandolfo kao David: Agnesin novi dečko.

## Vanjske poveznice
- Službena stranica na raiplay.it
- Doc - Nelle tue mani u internetskoj bazi filmova IMDb-a